# Siphona albocincta
Siphona albocincta là một loài ruồi trong họ Tachinidae.